# Regència Gonghe
La Regència Gonghe (共和) va manar a la Xina del 841 aC fins al 828 aC després que el Rei Li de Zhou va ser exiliat pels seus nobles. (The Cambridge History of Ancient China dona la data d'inici com el 842.)
D'acord amb l'historiador de la Dinastia Han Sima Qian (en els seus Registres del Gran Historiador), que llig Gonghe com "l'harmonia comuna", durant la regència Gonghe, la Dinastia Zhou hi era governada conjuntament per dos ducs—el Duc de Zhou (no s'ha de confondre amb el primer i més conegut Duc de Zhou, que havia d'haver estat el seu avantpassat) i el Duc de Zhao (召公—de la mateixa manera, no s'ha de confondre amb el primer i més conegut Duc de Zhao). Però segons els Annals de Bambú, la regència Gonghe va ser governada per una sola persona—el Comte de Gong (共伯), el nom del qual era He (和). Aquesta lectura ha estat gairebé confirmada per una inscripció en bronze.
| Regència Gonghe Dinastia Zhou |                                   |                   |
| Precedit per: Li              | Regent de la Xina 841 aC – 828 aC | Succeït per: Xuan |